# Michael Beckmann
Michael Beckmann oder kurz: Beckmann (* 20. Juli 1961 in Heggen) ist ein deutscher Filmkomponist und Musiker.

## Biografie
Michael Beckmann studierte in den 1980er Jahren Publizistik, Musikwissenschaft und Wirtschaftswissenschaft an der Freien Universität Berlin. 1985 spielte er E-Bass bei Die Suurbiers und von 1986 bis 1990 in der Band Rainbirds, bei denen er an zwei Alben mitgewirkt hatte. Von 1989 bis 1992 spielte er bei Depp Jones und hatte Auftritte mit Grant Hart. 
Ab 1999 wurde er als Filmmusik-Komponist tätig. Seit dem Jahr 2000 betreute Beckmann als Executiveproducer diverse Film- und Fernsehprojekte und ist für verschiedene Filmscores als Komponist verantwortlich. Er hat für die Fernsehserie „Charlotte Roche trifft...“ (Pro 7) Musik gemacht, das Comebackshow-Album von Chris Norman „Break Away“ produziert und neben Musik für Werbung auch die Scores für die Filme Vergiss Amerika, Engel & Joe, Dancing with Myself, Wenn die Welt uns gehört und Türkisch für Anfänger geschrieben. 2005 hatte er einen Cameo-Auftritt im Kinofilm Max und Moritz Reloaded als Bassist.
Beckmann hat zusammen mit Beatzarre und Djorkaeff die Filmmusik zu Fack ju Göhte, Fack ju Göhte 2 und Fack ju Göhte 3 geschrieben, wie auch für Macho Man und 3 Türken und ein Baby. 2017 hat er die Musik für den Saarbrücker Tatort Söhne und Väter und den Kinofilm Wendy geschrieben.
Von 2005 bis 2016 war er Mitinhaber von Cinesong und hat als Music-Supervisor an über 180 Filmen mitgewirkt. 2016 gründete er Becktone, wo er u. a. als Filmkomponist und Musikberater tätig ist.
2019 bekam er zusammen mit Anja Krabbe, Thomas Stöwer und Tamara Olorga die Auszeichnung „Bester Song im Film“ für Komm zurück aus Schneewittchen und der Zauber der Zwerge (Regie: Ngo The Chau).
Beckmann ist Mitglied der Deutschen Filmakademie, World Soundtrack Academie, Deutscher Komponistenverein und spielt bei Plan B und den Akademix.

## Filmmusik (Auswahl)
- 2000: Vergiss Amerika
- 2001: Engel & Joe
- 2005: Max und Moritz Reloaded
- 2005: Dancing with Myself
- 2010: Groupies bleiben nicht zum Frühstück
- 2011: Wer wenn nicht wir
- 2011: Wenn die Welt uns gehört
- 2011: Resturlaub
- 2012: Was weg is, is weg
- 2012: Türkisch für Anfänger
- 2013: Fack ju Göhte
- 2014: Schönefeld Boulevard
- 2014: Love, Rosie – Für immer vielleicht
- 2015: 3 Türken und ein Baby
- 2015: Macho Man
- 2015: Fack ju Göhte 2
- 2017: Wendy – Der Film
- 2017: Fack ju Göhte 3
- 2017: Tatort: Söhne und Väter
- 2017: Dschermeni (Fernsehserie, 6 Folgen)
- 2018: Keiner schiebt uns weg
- 2018: Wendy 2
- 2018: Kanun
- ab 2018: Meine Mutter … (Fernsehreihe)
  - 2018: Meine Mutter ist unmöglich
  - 2019: Meine Mutter spielt verrückt
  - 2020: Meine Mutter traut sich was
  - 2020: Meine Mutter will ein Enkelkind
  - 2021: Meine Mutter im siebten Himmel
  - 2021: Meine Mutter und plötzlich auch mein Vater
  - 2022: Meine Mutter gibt es doppelt
  - 2022: Meine Mutter raubt die Braut
- 2019: Get Lucky – Sex verändert alles
- 2019: Schneewittchen und der Zauber der Zwerge
- 2020: In Berlin wächst kein Orangenbaum
- 2020: Die Hexenprinzessin (Fernsehfilm)
- 2022: Freunde sind mehr – Zur Feier des Tages (Fernsehreihe)
- 2022: Freunde sind mehr – Viergefühl (Fernsehreihe)